# چشم‌سفید کوچک
چشم‌سفید کوچک (نام علمی: Zosterops minutus) نام یک گونه از سرده چشم‌سفید است.